# Silvestro da Siena
Silvestro da Siena (Radicondoli, ... – 1450  circa) è stato un francescano italiano.
Celebre predicatore, negli anni Quaranta del Quattrocento promosse importanti campagne di pacificazione in diverse città del ducato di Milano, lacerato dagli scontri fazionari.

## Biografia
Silvestro abbracciò la vita religiosa negli anni Venti del XV secolo, probabilmente sulla spinta della predicazione di Bernardino da Siena, che nel suo trattato De perfectione iustitie Silvestro definì  magister.  
Dopo aver completato la sua formazione nel convento di Santa Maria a Monte di Muro a Scarlino, il frate cominciò un’intensa attività di predicazione, che nel ducato di Milano incontrò il sostegno di Filippo Maria Visconti per la convergenza tra temi proposti dal religioso e le iniziative di contenimento dell’elemento fazionario avviate dal duca stesso. Nel 1439, in particolare, Silvestro predicò contro le fazioni a Como, ottenendone la riconciliazione con il giuramento collettivo dei cittadini – la “santa unione” – e con una solenne processione conservatasi per secoli nella vita religiosa della città; nel 1440 il frate promosse una analoga pacificazione a Piacenza e è possibile che la sua predicazione abbia sollecitato anche la pace giurata menzionata in una delibera del consiglio comunale di Lugano nel dicembre dello stesso anno; alla fine del 1443 o nei primi mesi del 1444, ancora, il Senese predicò anche a Brescia. 
Nel 1444 Silvestro fu incaricato da Eugenio IV di promuovere la crociata nel patriarcato di Aquileia; dopo aver fatto ritorno in Toscana, la presenza del frate è documentata nel 1449 al capitolo generale dell’Osservanza minoritica svoltosi nel Mugello e nel 1450 a Siena, in occasione di un ciclo di prediche durante la Quaresima. Secondo alcuni cronisti dell’ordine minoritico Silvestro si spense poco dopo questo ultimo impegno, ma una lettera del 1453 con la quale Francesco Sforza lo ringraziò per una recente missione a Lodi contiene un utile termine post quem per datarne la scomparsa, avvenuta forse presso il convento di Capriola. A lungo, infatti, la biblioteca della comunità conservò alcuni libri a lui appartenuti .
A Silvestro da Siena gli storici dell’ordine hanno attribuito diverse opere teologiche e morali, delle quali ci sono pervenute il Sermo de gloria Paradixi, il Tractatus de unitate e il Tractatus de Perfectione Iustitiae, tràdite in un codice conservato presso la Biblioteca Nazionale di Napoli.